# Панфиловская волость (Олонецкая губерния)
Панфиловская во́лость — волость в составе Каргопольского уезда Олонецкой губернии.

## Общие сведения
Волостное правление располагалось в селении Захаровская (Заручей).
В состав волости входили сельские общества, включающие 51 деревню:
- Лекшморецко-Боровское общество
- Лекшморецкое общество
- Ловзангское общество
- Печниковское общество

На 1890 год численность населения волости составляла 4452 человека.
На 1905 год численность населения волости составляла 4665 человек. В волости насчитывалось 792 лошади, 1217 коров и 2292 головы прочего скота.
Постановлением исполкома Каргопольского уездного совета рабочих, крестьянских и красноармейских депутатов от 2 августа 1918 г. переименована в Ловзангскую волость.
В ходе реформы административно-территориального деления СССР в 1927 году волость была упразднена. 
В настоящее время территория Панфиловской волости относится в основном к Каргопольскому району Архангельской области.